# Fèves
Fèves – miejscowość i gmina we Francji, w regionie Grand Est, w departamencie Mozela.
Według danych na rok 1990 gminę zamieszkiwały 742 osoby, a gęstość zaludnienia wynosiła 155 osób/km² (wśród 2335 gmin Lotaryngii Fèves plasuje się na 463. miejscu pod względem liczby ludności, natomiast pod względem powierzchni na miejscu 1029.).